# سیارک ۱۲۳۶۰
سیارک ۱۲۳۶۰ (به انگلیسی: 12360 Unilandes، نامگذاری:1993SQ3) دوازده هزار و سیصد و شصتمین سیارک کشف شده‌است که در ۲۲ سپتامبر ۱۹۹۳ کشف شد.
قدر مطلق سیارک برابر ۳۵.۴ است.